# (33921) 2000 LC21
2000 LC21 (asteroide 33921) é um asteroide da cintura principal. Possui uma excentricidade de 0.10133200 e uma inclinação de 21.34340º.
Este asteroide foi descoberto no dia 8 de junho de 2000 por LINEAR em Socorro.